# Weihnachtsinselkauz
Der Weihnachtsinselkauz (Ninox natalis) auch Weihnachtsinsel-Buschkauz, Weihnachtskauz oder Christmaskauz genannt,  ist eine Art der Gattung der Buschkäuze. Er kommt ausschließlich auf der abgelegenen australischen Weihnachtsinsel vor. Er ist die einzige Eulenart, die auf dieser Insel vorkommt.
Der Weihnachtsinselkauz ist eng verwandt mit den Buschkäuzen Südostasiens und Australiens. Er wurde zwar schon 1888 von Joseph Jackson Lister als eigenständige Art beschrieben. Erst 1998 haben jedoch DNA-Untersuchungen bestätigt, dass diese Art sich soweit von den anderen Arten unterscheidet, dass der Artstatus gerechtfertigt ist. Zuvor war vermutet worden, dass es sich bei dieser Art um eine Unterart des Seramkauzes (Ninox squamipila) handeln könne.
Die IUCN stuft den Weihnachtsinselkauz wegen seines kleinen Verbreitungsgebietes als gefährdet (vulnerabel) ein.

## Merkmale
Die Weibchen des Weihnachtsinselkauzes erreichen eine Körperlänge zwischen 27 und 29 Zentimeter. Die Männchen bleiben etwas kleiner und erreichen eine Körperlänge zwischen 26 und 28 Zentimeter. Der Schwanz ist bei den Weibchen 12,7 und bei den Männchen 11,9 Zentimeter lang. Das Gewicht dieser Eulenart beträgt zwischen 140 und 150 Gramm.
Die Körperoberseite ist kräftig rostbraun mit dunklen Flecken auf den Flügeldecken und Schultern. Die Körperunterseite ist rotbraun mit einer weißen Querbänderung. Die Läufe sind gefiedert. Das Gesicht ist bräunlich weiß mit einem undeutlich grauen Gesichtsschleier. Die Wachshaut des Schnabels ist hellgrau bis zitronengelb. Der Schnabel ist grau.

## Verbreitung

Verbreitungsgebiet des Weihnachtsinselkauzes

Der Weihnachtsinselkauz ist in seiner Verbreitung auf die Weihnachtsinsel beschränkt. Diese ist eine 135 km² große, politisch zu Australien gehörende Insel im Indischen Ozean. Sie liegt 350 km südlich von Java und 2616 km nordwestlich von Perth entfernt. Die Insel ist für ihre endemischen Arten bekannt: Von den 23 Vogelarten, die auf dieser Insel vorkommen, brüten  9 Arten nur auf dieser Insel. Neben dem Weihnachtsinselkauz handelt es sich dabei um den Weißbauch-Fregattvogel (Fregata andrewsi), den Graufußtölpel (Papasula abbotti), die Dunkle Fruchttaube (Ducula whartoni) und eine Unterart des Bänderhabichts, dem Weihnachtsinsel-Bänderhabicht (Accipiter fasciatus natalis), sowie eine Unterart der Südseedrossel, die Weihnachtsinsel-Südseedrossel (Turdus poliocephalus erythropleurus). Auch der Weißschwanz-Tropikvogel (Phaethon lepturus fulvus), der als Wappentier die Flagge des Territoriums ziert, ist auf dieser Insel endemisch.
Die Weihnachtsinsel ist sehr phosphatreich und wurde durch den Phosphatabbau stark verändert: Auf einem Viertel der Insel ist der tropische Regenwald verschwunden und eine Karstlandschaft verblieben, die erst allmählich wieder einen Baumbestand aufweist. 1987 wurde der Phosphatabbau auf der Insel eingestellt und 1990 wurden 62 Prozent der Insel mit dem Weihnachtsinsel-Nationalpark unter Schutz gestellt. Unverändert ist jedoch die Fauna der Insel bedroht: Heute stellt die aus Afrika eingeschleppte Gelbe Spinnerameise (Anoplolepis gracilipes) die größte Gefährdung für die autochthone Tierwelt dar. Es wird nach Mitteln zur Eindämmung dieser Ameisenart gesucht, die bereits auf einem Viertel der Insel verbreitet ist.

## Lebensweise
Der Lebensraum des Weihnachtsinselkauzes ist der Regenwald. Er jagt jedoch auch in Gebieten, in denen es keinen Baumbestand mehr gibt. Die größte Populationsdichte befindet sich in den noch unzerstörten Waldgebieten. Die geringste Populationsdichte findet sich in dem Sekundärwald, der allmählich die vom Phosphatabbau stark veränderten Regionen der Insel bedeckt.
Er ernährt sich überwiegend von Insekten, darunter Gottesanbeterinnen, Käfer und in der Nähe von menschlichen Siedlungen auch eingeschleppte Kakerlaken. Die meisten Insekten, die er fängt, haben eine Größe von zwei Zentimeter. Eine geringere Rolle spielen in seiner Ernährung Skinks, Geckos, kleine Singvogelarten, kleine Fledermäuse sowie die auf der Insel vorkommenden Weihnachtsinsel-Krabben. Auf Nahrungssuche begibt er sich ab Einbruch der Dämmerung. In der Nähe menschlicher Siedlungen jagt er auch im Licht der Straßenlaternen. 
Über das Brutverhalten ist nur sehr wenig bekannt, es wird aber angenommen, dass der Weihnachtsinselkauz in allen Teilen der Insel in hohlen Bäumen brütet. Die Fortpflanzungszeit fällt in den Zeitraum Juli bis August. Die Jungtiere werden etwa 68 bis 77 Tage nach dem Brüten flügge und sind danach für weitere zweieinhalb Monate von den Eltern abhängig. Der Weihnachtsinsel-Buschkauz besitzt einen ausgeprägten Territorialinstinkt und verteidigt sein Revier zusammen mit seinem Partner. Dies geschieht durch lautes Geschrei.

## Schutz und Bedrohung
Der Weihnachtsinselkauz gilt als gefährdet (weniger als 1000 Individuen leben auf der Insel), und es wird angenommen, dass sein Bestand seit der Besiedlung der Weihnachtsinseln um ein Viertel abgenommen hat. Jedoch lebt er jetzt im geschützten Weihnachtsinsel-Nationalpark. Um aber einen umfassenden Schutz für diese Art zu gewährleisten, muss erst mehr über das Leben und die unmittelbare Gefahr des Aussterbens dieser Käuze erforscht werden.

## Einzelbelege
1. 1 2   Strahan: Cuckoos, Nightbirds & Kingfishers of Australia. S. 83.
2. ↑  Janette A Norman, L Christidis, M Westerman, F.A. Richard Hill: Molecular data confirms the species status of the Christmas Island Hawk-Owl Ninox natalis. In: Emu. 98. Jahrgang, Nr. 3. CSIRO Publishing, 1998, S. 197–208, doi:10.1071/MU98028.
3. 1 2 3 4   Strahan: Cuckoos, Nightbirds & Kingfishers of Australia. S. 84.
4. ↑  Webseite des Christmas Island National Parks Abschnitt „Birds“ (englisch), abgerufen am 17. Dezember 2016
5. ↑  Informationen zur Vogelwelt PDF-Datei (2,20 MB, englisch), abgerufen am 17. Dezember 2016
6. ↑  Christmas Island National Park Conservation projects Abschnitt „Yellow crazy ants“ (englisch), abgerufen am 16. Dezember 2016